# Eksperimentel rock
Experimental rock er en rockgenre som bruger elementer fra art rock, hård rock, rock og rock and roll.

## Bands
- The Velvet Underground
- Frank Zappa
- Pink Floyd
- The Grateful Dead
- The Ex
- Einstürzende Neubauten
- Glenn Branca
- Sonic Youth
- Half Japanese
- Mogwai
- Deerhoof
- Mucc